# Saison 1967-1968 des Penguins de Pittsburgh
Autres saisons
La saison 1967-1968 est la première saison de la nouvelle franchise de hockey sur glace des Penguins de Pittsburgh dans la Ligue nationale de hockey. L'équipe termine la saison régulière à la cinquième place de la division de l'Ouest et ne joue donc pas les séries éliminatoires.

## Saison régulière

### Contexte de la saison
En 1967, la Ligue nationale de hockey décide de doubler le nombre d’équipes participant à son championnat. La ville de Pittsburgh ayant déjà eu l'expérience d'une équipe de hockey sur glace, avec les Pirates dans les années 1920-1930, postule afin d’accueillir une franchise.
Au début de la saison 1967-1968, les résultats des nouvelles équipes sont entravés par les règles strictes qui permettent aux « six équipes originales » de conserver les joueurs les plus talentueux.
Comme les autres équipes rejoignant la LNH, les Penguins participent au repêchage d'expansion et ils ont vingt choix de joueurs à faire parmi ceux laissés libres par les anciennes équipes. La liste des joueurs repêchés par les Penguins est la suivante :
| Rang | Joueur          | Poste | Repêché de             |
| ---- | --------------- | ----- | ---------------------- |
| 1    | Joe Daley       | G     | Red Wings de Détroit   |
| 2    | Roy Edwards     | G     | Black Hawks de Chicago |
| 3    | Earl Ingarfield | C     | Rangers de New York    |
| 4    | Al MacNeil      | D     | Rangers de New York    |
| 5    | Larry Jeffrey   | AG    | Maple Leafs de Toronto |
| 6    | Ab McDonald     | AG    | Red Wings de Détroit   |
| 7    | Leo Boivin      | D     | Red Wings de Détroit   |
| 8    | Noel Price      | D     | Canadiens de Montréal  |
| 9    | Keith McCreary  | AD    | Canadiens de Montréal  |
| 10   | Ken Schinkel    | AD    | Rangers de New York    |
| 11   | Bob Dillabough  | C     | Bruins de Boston       |
| 12   | Art Stratton    | C     | Black Hawks de Chicago |
| 13   | Val Fonteynev   | AG    | Red Wings de Détroit   |
| 14   | Jeannot Gilbert | C     | Bruins de Boston       |
| 15   | Tom McCarthy    | AG    | Canadiens de Montréal  |
| 16   | Billy Dea       | AG    | Black Hawks de Chicago |
| 17   | Bob Rivard      | C     | Canadiens de Montréal  |
| 18   | Mel Pearson     | AG    | Black Hawks de Chicago |
| 19   | Andy Bathgate   | AD    | Rangers de New York    |
| 20   | Les Hunt        | D     | Rangers de New York    |

Les deux meilleurs joueurs de la première équipe de Pittsburgh sont alors les vétérans Andy Bathgate et Leo Boivin. Le reste de l’équipe est constitué de jeunes joueurs ou de joueurs en fin de carrière au talent moindre. L'enveloppe totale des salaires est de 315 000 dollars dont un salaire de 25 000 dollars juste pour Bathgate. En comparaison, six ans plus tard Gilbert Perreault et les Sabres de Buffalo signent un contrat pour une somme supérieure à la première enveloppe des Penguins et la paye de Bathgate représente ce qu'une vedette des années 2000 de la LNH gagne en un match.
Les Penguins participent au repêchage amateur de la LNH. Le niveau du repêchage est souvent jugé faible et les Penguins ne choisissent que deux joueurs : le gardien de but Steve Rexe en tant que deuxième joueur du repêchage et Bob Smith en tant que onzième choix. Aucun des deux joueurs ne jouera un seul match dans sa carrière avec les Penguins ou avec une autre équipe de la LNH.

### Résultats de la saison
Le premier match de la saison a lieu le 11 octobre 1967 dans la patinoire du Civic Arena et oppose les Canadiens aux Penguins devant 9 307 personnes. Les pronostics prédisent une déroute pour les Penguins mais finalement les Canadiens ne l'emportent que 2 buts à 1. Le premier but de l'histoire de la franchise est inscrit par Bathgate contre Rogie Vachon. Au cours de ce match, Hank Bassen, gardien des Penguins, laisse Jean Béliveau inscrire le 400e but de sa carrière dans la LNH,.
Il faudra attendre encore deux jours pour voir la première victoire de l'histoire des Penguins dans la LNH. Elle survient le 13 octobre sur la glace des Blues de Saint-Louis, une autre nouvelle équipe de la LNH. Le 21 octobre, les Penguins remportent le premier match de leur histoire devant leur public en battant les Black Hawks de Chicago 4 buts à 2, c'est la première fois qu'une équipe de l'expansion bat une ancienne équipe.
Dans les buts, Les Binkley réalise le premier blanchissage de l'histoire de la franchise le soir du 4 novembre contre Oakland. Au cours de la saison, Ken Schinkel devient le premier joueur des Penguins sélectionné pour jouer le Match des étoiles de la LNH,. Le dernier match de la saison des Penguins est une victoire sur le score de 5 buts à 1 contre la meilleure équipe de la division, les Flyers de Philadelphie. Binkley se voit remettre le titre de meilleur joueur de la saison selon le vote du public.

### Classement
Les Penguins finissent au cinquième rang de leur division, la division de l'Ouest, avec soixante-sept points ; ils manquent la qualification pour les séries éliminatoires pour seulement deux points au classement. Les premiers du championnat sont les Canadiens avec quatre-vingt-quatorze points et les Flyers de Philadelphie finissent premiers de la division avec soixante-treize points. Au classement général les Penguins sont dixième sur douze - suivis des Red Wings de Détroit - soixante-six points et des Seals d'Oakland - quarante-sept.
La LNH ne compte que deux divisions au cours de la saison 1967-1968 et les quatre meilleures équipes de chaque division sont qualifiés pour les séries éliminatoires. Le classement final de la division est présenté dans le tableau ci-dessous.
| Équipe                   | PJ | V  | D  | N  | Pts | BP  | BC  | Pun |
| ------------------------ | -- | -- | -- | -- | --- | --- | --- | --- |
| Flyers de Philadelphie   | 74 | 31 | 32 | 11 | 73  | 173 | 179 | 987 |
| Kings de Los Angeles     | 74 | 31 | 33 | 10 | 72  | 200 | 224 | 810 |
| Blues de Saint-Louis     | 74 | 27 | 31 | 16 | 70  | 177 | 191 | 792 |
| North Stars du Minnesota | 74 | 27 | 32 | 15 | 69  | 191 | 226 | 738 |
| Penguins de Pittsburgh   | 74 | 27 | 34 | 13 | 67  | 195 | 216 | 554 |
| Seals d'Oakland          | 74 | 15 | 42 | 17 | 47  | 153 | 219 | 787 |

|    | Équipe                   | PJ | V  | D  | N  | Pts | BP  | BC  | Pun  |
| -- | ------------------------ | -- | -- | -- | -- | --- | --- | --- | ---- |
| 1  | Canadiens de Montréal    | 74 | 42 | 22 | 10 | 94  | 236 | 167 | 700  |
| 2  | Rangers de New York      | 74 | 39 | 23 | 12 | 90  | 226 | 183 | 673  |
| 3  | Bruins de Boston         | 74 | 37 | 27 | 10 | 84  | 259 | 216 | 1043 |
| 4  | Black Hawks de Chicago   | 74 | 32 | 26 | 16 | 80  | 212 | 222 | 606  |
| 5  | Maple Leafs de Toronto   | 74 | 33 | 31 | 10 | 76  | 209 | 176 | 634  |
| 6  | Flyers de Philadelphie   | 74 | 31 | 32 | 11 | 73  | 173 | 179 | 987  |
| 7  | Kings de Los Angeles     | 74 | 31 | 33 | 10 | 72  | 200 | 224 | 810  |
| 8  | Blues de Saint-Louis     | 74 | 27 | 31 | 16 | 70  | 177 | 191 | 792  |
| 9  | North Stars du Minnesota | 74 | 27 | 32 | 15 | 69  | 191 | 226 | 738  |
| 10 | Penguins de Pittsburgh   | 74 | 27 | 34 | 13 | 67  | 195 | 216 | 554  |
| 11 | Red Wings de Détroit     | 74 | 27 | 35 | 12 | 66  | 245 | 257 | 759  |
| 12 | Seals d'Oakland          | 74 | 15 | 42 | 17 | 47  | 153 | 219 | 787  |

## Match après match
Cette section présente les résultats de la saison régulière qui s'est déroulée, pour les Penguins, entre le 11 octobre et le 31 mars.
| no | Date        | Visiteurs   | Score | Locaux      | Fiche    | Pts |
| -- | ----------- | ----------- | ----- | ----------- | -------- | --- |
| 1  | 11-oct.-67  | Canadiens   | 2 – 1 | Penguins    | 0–1–0    | 0   |
| 2  | 13-oct.-67  | Penguins    | 3 – 1 | Blues       | 1–1–0    | 2   |
| 3  | 14-oct.-67  | Blues       | 2 – 4 | Penguins    | 1–2–0    | 2   |
| 4  | 18-oct.-67  | North Stars | 3 – 3 | Penguins    | 1–2–1    | 3   |
| 5  | 19-oct.-67  | Penguins    | 0 – 1 | Flyers      | 1–3–1    | 3   |
| 6  | 21-oct.-67  | Black Hawks | 2 – 4 | Penguins    | 2–3–1    | 5   |
| 7  | 22-oct.-67  | Penguins    | 4 – 6 | Rangers     | 2–4–1    | 5   |
| 8  | 25-oct.-67  | Seals       | 1 – 4 | Penguins    | 3–4–1    | 7   |
| 9  | 28-oct.-67  | Kings       | 5 – 3 | Penguins    | 3–5–1    | 7   |
| 10 | 29-oct.-67  | Penguins    | 2 – 4 | Bruins      | 3–6–1    | 7   |
| 11 | 01-nov.-67  | Penguins    | 4 – 1 | North Stars | 4–6–1    | 9   |
| 12 | 04-nov.-67  | Penguins    | 1 – 0 | Seals       | 5–6–1    | 11  |
| 13 | 08-nov.-67  | Flyers      | 1 – 1 | Penguins    | 5–6–2    | 12  |
| 14 | 09-nov.-67  | Penguins    | 1 – 5 | Red Wings   | 5–7–2    | 12  |
| 15 | 11-nov.-67  | Blues       | 5 – 1 | Penguins    | 5–8–2    | 12  |
| 16 | 15-nov.-67  | Flyers      | 0 – 5 | Penguins    | 6–8–2    | 14  |
| 17 | 18-nov.-67  | Penguins    | 5 – 3 | Blues       | 7–8–2    | 16  |
| 18 | 22-nov.-67  | Bruins      | 1 – 4 | Penguins    | 8–8–2    | 18  |
| 19 | 24-nov.-67  | Penguins    | 3 – 5 | Kings       | 8–9–2    | 18  |
| 20 | 25-nov.-67  | Penguins    | 2 – 2 | Seals       | 8–9–3    | 19  |
| 21 | 29-nov.-67  | Seals       | 1 – 6 | Penguins    | 9–9–3    | 21  |
| 22 | 02-déc.-67  | Rangers     | 4 – 1 | Penguins    | 9–10–3   | 21  |
| 23 | 03-déc.-67  | Penguins    | 1 – 6 | Red Wings   | 9–11–3   | 21  |
| 24 | 06-déc.-67  | Penguins    | 2 – 7 | Black Hawks | 9–12–3   | 21  |
| 25 | 09-déc.-67  | Penguins    | 3 – 2 | North Stars | 10–12–3  | 23  |
| 26 | 10-déc.-67  | North Stars | 7 – 4 | Penguins    | 10–13–3  | 23  |
| 27 | 13-déc.-67  | Penguins    | 2 – 1 | Maple Leafs | 11–13–3  | 25  |
| 28 | 16-déc.-67  | Black Hawks | 1 – 1 | Penguins    | 11–13–4  | 26  |
| 29 | 17-déc.-67  | Penguins    | 1 – 2 | Flyers      | 11–14–4  | 26  |
| 30 | 21-déc.-67  | Penguins    | 1 – 4 | Kings       | 11–15–4  | 26  |
| 31 | 23-déc.-67  | North Stars | 0 – 4 | Penguins    | 12–15–4  | 28  |
| 32 | 25-déc.-67  | Kings       | 3 – 4 | Penguins    | 13–15–4  | 30  |
| 33 | 27-déc.-67  | Seals       | 0 – 0 | Penguins    | 13–15–5  | 31  |
| 34 | 29-déc.-67  | Penguins    | 1 – 2 | Blues       | 13–16–5  | 31  |
| 35 | 30-déc.-67  | Red Wings   | 5 – 2 | Penguins    | 13–17–5  | 31  |
| 36 | 04-janv.-68 | Kings       | 3 – 4 | Penguins    | 14–17–5  | 33  |
| 37 | 06-janv.-68 | Flyers      | 2 – 2 | Penguins    | 14–17–6  | 34  |
| 38 | 07-janv.-68 | Penguins    | 1 – 3 | Flyers      | 14–18–6  | 34  |
| 39 | 10-janv.-68 | Canadiens   | 4 – 3 | Penguins    | 14–19–6  | 34  |
| 40 | 12-janv.-68 | Maple Leafs | 3 – 4 | Penguins    | 15–19–6  | 36  |
| 41 | 13-janv.-68 | Penguins    | 0 – 7 | Maple Leafs | 15–20–6  | 36  |
| 42 | 17-janv.-68 | Penguins    | 1 – 1 | Seals       | 15–20–7  | 37  |
| 43 | 18-janv.-68 | Penguins    | 2 – 3 | Kings       | 15–21–7  | 37  |
| 44 | 20-janv.-68 | Red Wings   | 5 – 8 | Penguins    | 16–21–7  | 39  |
| 45 | 21-janv.-68 | Penguins    | 3 – 4 | North Stars | 16–22–7  | 39  |
| 46 | 27-janv.-68 | Kings       | 5 – 3 | Penguins    | 16–23–7  | 39  |
| 47 | 28-janv.-68 | Penguins    | 1 – 0 | Bruins      | 17–23–7  | 41  |
| 48 | 31-janv.-68 | Penguins    | 4 – 9 | Blues       | 17–24–7  | 41  |
| 49 | 01-févr.-68 | Blues       | 0 – 2 | Penguins    | 18–24–7  | 43  |
| 50 | 03-févr.-68 | Maple Leafs | 3 – 3 | Penguins    | 18–24–8  | 44  |
| 51 | 07-févr.-68 | Penguins    | 4 – 1 | Seals       | 19–24–8  | 46  |
| 52 | 08-févr.-68 | Penguins    | 1 – 3 | Kings       | 19–25–8  | 46  |
| 53 | 10-févr.-68 | Rangers     | 2 – 2 | Penguins    | 19–25–9  | 47  |
| 54 | 14-févr.-68 | North Stars | 3 – 6 | Penguins    | 20–25–9  | 49  |
| 55 | 16-févr.-68 | Blues       | 3 – 1 | Penguins    | 20–26–9  | 49  |
| 56 | 17-févr.-68 | Penguins    | 3 – 4 | Canadiens   | 20–27–9  | 49  |
| 57 | 21-févr.-68 | Flyers      | 1 – 1 | Penguins    | 20–27–10 | 50  |
| 58 | 24-févr.-68 | Seals       | 3 – 1 | Penguins    | 20–28–10 | 50  |
| 59 | 25-févr.-68 | Penguins    | 2 – 1 | Flyers      | 21–28–10 | 52  |
| 60 | 27-févr.-68 | Bruins      | 3 – 5 | Penguins    | 21–29–10 | 52  |
| 61 | 02-mars-68  | Seals       | 6 – 6 | Penguins    | 21–29–11 | 53  |
| 62 | 06-mars-68  | Penguins    | 2 – 4 | Blues       | 21–30–11 | 53  |
| 63 | 07-mars-68  | Penguins    | 2 – 2 | North Stars | 21–30–12 | 54  |
| 64 | 09-mars-68  | Kings       | 1 – 3 | Penguins    | 22–30–12 | 56  |
| 65 | 13-mars-68  | Penguins    | 3 – 4 | Black Hawks | 22–31–12 | 56  |
| 66 | 16-mars-68  | Penguins    | 4 – 6 | Canadiens   | 22–32–12 | 56  |
| 67 | 17-mars-68  | Penguins    | 0 – 3 | Rangers     | 22–33–12 | 56  |
| 68 | 20-mars-68  | Blues       | 2 – 4 | Penguins    | 23–33–12 | 58  |
| 69 | 23-mars-68  | Penguins    | 0 – 3 | North Stars | 23–34–12 | 58  |
| 70 | 24-mars-68  | North Stars | 4 – 4 | Penguins    | 23–34–13 | 59  |
| 71 | 26-mars-68  | Penguins    | 2 – 1 | Kings       | 24–34–13 | 61  |
| 72 | 27-mars-68  | Penguins    | 7 – 4 | Seals       | 25–34–13 | 63  |
| 73 | 30-mars-68  | Penguins    | 2 – 0 | Flyers      | 26–34–13 | 65  |
| 74 | 31-mars-68  | Flyers      | 1 – 5 | Penguins    | 27–34–13 | 67  |

## L'équipe 1967-1968

### Composition de l'équipe
Les Penguins 1967-1968 sont entraînés par George Sullivan et ont pour directeur général Jack Riley. Un total de vingt-quatre joueurs sont utilisés tout au long de la saison : deux gardiens de buts, sept défenseurs et quinze attaquants constitué de huit ailiers gauche, trois centres et quatre ailiers droit. Les statistiques des joueurs sont repris dans les tableaux ci-dessous.
| no | Joueur      | PJ | V  | D  | N  | Min   | BC  | BL | A | Pun |
| -- | ----------- | -- | -- | -- | -- | ----- | --- | -- | - | --- |
| 1  | Hank Bassen | 25 | 7  | 10 | 3  | 1 299 | 62  | 1  | 0 | 8   |
| 30 | Les Binkley | 54 | 20 | 24 | 10 | 3 141 | 151 | 0  | 0 | 0   |

| no | Joueur              | Poste | PJ | B  | A  | Pts | Pun | Commentaire                                      |
| -- | ------------------- | ----- | -- | -- | -- | --- | --- | ------------------------------------------------ |
| 2  | Leo Boivin          | D     | 73 | 9  | 13 | 22  | 74  | A — Assistant-capitaine                          |
| 3  | Al MacNeil          | D     | 73 | 9  | 13 | 22  | 74  |                                                  |
| 4  | Noel Price          | D     | 70 | 6  | 27 | 33  | 48  |                                                  |
| 5  | Ted Lanyon          | D     | 5  | 0  | 0  | 0   | 4   |                                                  |
| 6  | Dunc McCallum       | D     | 32 | 0  | 2  | 2   | 36  |                                                  |
| 17 | Bill Speer          | D     | 68 | 3  | 13 | 16  | 44  |                                                  |
| 5  | Dick Mattiussi (en) | AG    | 32 | 0  | 2  | 2   | 18  |                                                  |
| 7  | Art Stratton        | AG    | 58 | 16 | 21 | 37  | 16  | A fini la saison avec les Flyers de Philadelphie |
| 8  | Val Fonteyne (en)   | AG    | 69 | 6  | 28 | 34  | 0   |                                                  |
| 9  | Andy Bathgate       | AD    | 74 | 20 | 39 | 59  | 55  | C — Capitaine                                    |
| 10 | Earl Ingarfield     | C     | 50 | 15 | 22 | 37  | 12  | A — Assistant-capitaine                          |
| 11 | Gene Ubriaco        | C     | 65 | 18 | 15 | 33  | 16  |                                                  |
| 12 | Ken Schinkel        | AD    | 57 | 14 | 25 | 39  | 19  |                                                  |
| 14 | Billy Dea           | AG    | 73 | 16 | 12 | 28  | 6   |                                                  |
| 15 | Bob Dillabough (en) | AG    | 47 | 7  | 12 | 19  | 18  |                                                  |
| 16 | Wayne Hicks         | AD    | 15 | 4  | 7  | 11  | 2   | A commencé la saison avec les Flyers             |
| 18 | George Konik        | AG    | 52 | 7  | 8  | 15  | 26  |                                                  |
| 19 | Bob Rivard          | AG    | 27 | 5  | 12 | 17  | 4   |                                                  |
| 20 | Ab McDonald         | AG    | 74 | 22 | 21 | 43  | 38  | A — Assistant-capitaine                          |
| 21 | Keith McCreary      | AG    | 70 | 14 | 12 | 26  | 44  |                                                  |
| 22 | Paul Andrea         | AD    | 65 | 11 | 21 | 32  | 2   |                                                  |
| 23 | Mel Pearson         | C     | 2  | 0  | 1  | 1   | 0   |                                                  |

Ab McDonald est le meilleur joueur des Penguins au niveau du nombre de buts avec vingt-deux réalisations alors que le classement de la LNH est dominé par Bobby Hull de Chicago qui compte le double de buts par rapport à McDonald. Boivin et MacNeil sont les deux défenseurs de l'équipe les plus efficaces avec neuf filets chacun. Bathgate compte trente-neuf passes décisives, le plus haut total de l'équipe, alors le meilleur passeur de la ligue est Phil Esposito de Boston avec quarante-neuf réalisations. Finalement, Bathgate est le meilleur pointeur de l'équipe avec cinquante-neuf points contre quatre-vingt-sept pour Stan Mikita, autre joueur des Black Hawks. Boivin et MacNeil sont les joueurs le plus punis avec soixante-quatorze minutes de pénalités ; Barclay Plager des Sabres est le joueur le plus pénalisé de la saison avec cent-cinquante-trois minutes,.

### Joueurs récompensés
Hormis Schinkel qui joue le Match des étoiles, aucun joueur de l'équipe n'est récompensé par la LNH. Cependant, les Penguins remettent à leur gardien de but, Les Binkley, le trophée du meilleur joueur recrue et également celui du meilleur joueur de l'équipe.